# صدى باكان
صدى باكان (بالتركية: Seda Bakan)‏ ممثلة تركية من مواليد 10 أكتوبر 1985 في مدينة جبزي التركية. درست في جامعة صقاريا قسم التجارة الخارجية وتخرجت منه. وشاركت في مسلسلات مثل (علمني كيف أحب) بدور ليلى. تزوجت الممثلة من الموسيقي علي ايريل في 4 أكتوبر عام 2014.

## روابط خارجية
- صدى باكان على موقع IMDb (الإنجليزية)
- صدى باكان على موقع روتن توميتوز (الإنجليزية)
- صدى باكان على موقع قاعدة بيانات الأفلام العربية
- صدى باكان على موقع ألو سيني (الفرنسية)
- صدى باكان على موقع ديسكوغز (الإنجليزية)
- صدى باكان على موقع قاعدة بيانات الفيلم (الإنجليزية)
- صدى باكان على موقع كينوبويسك (الروسية)